# Андозеро (присілок)
Андозеро (рос. Андозеро) — присілок в Онезькому районі Архангельської області Російської Федерації.
Населення становить 8 осіб. Входить до складу муніципального утворення Порозьке поселення.

## Історія
Від 2004 року входить до складу муніципального утворення Порозьке поселення.

## Населення
| 2002 | 2010 | 2012 |
| ---- | ---- | ---- |
| 14   | ↘5   | ↗8   |